# Hotel Arts
Hotel Arts là một khách sạn sang trọng 44 tầng bên bờ biển của Barcelona, ở Catalonia, Tây Ban Nha.
Trái ngược với niềm tin phổ biến, nó không được xây dựng để phục vụ Thế vận hội mùa hè năm 1992, mặc dù việc xây dựng khách sạn này là một phần của những thay đổi lớn đã trải qua thành phố để chuẩn bị cho Thế vận hội. Nó được quản lý bởi Ritz-Carlton.
Công tác xây dựng được hoàn thành vào năm 1994 và nó là một ví dụ về kiến trúc công nghệ cao. Nó có chiều cao 154 m và được thiết kế bởi Skidmore, Owings & Merrill với Kiến trúc sư người Colombia Bruce Graham là đối tác phụ trách. Nhóm thiết kế dưới dự chỉ huy của kiến trúc sư cấp cao Miguel Ruano, với tiến sĩ Agustí Obiol là Architect of Record địa phương.
Khách sạn đã trải qua một cuộc đổi mới hoàn toàn vào năm 2006, lắp đặt công nghệ mới và nâng cấp các phòng và phòng tắm vào, không gian sang trọng hiện đại.
Arts Hotel được nằm bên bờ biển Địa Trung Hải, hồ bơi của nó được bao quanh bởi những khu vườn và cung cấp cho du khách những cơ hội để tắm nắng bên cạnh một trong những tác phẩm nghệ thuật công chúng đương đại nổi tiếng nhất của Barcelona-công trình điêu khắc giống vàng hoành tráng vàng của Frank Gehry, mà đã được tạo ra cho Thế vận hội 92.